# Eduard Moermans

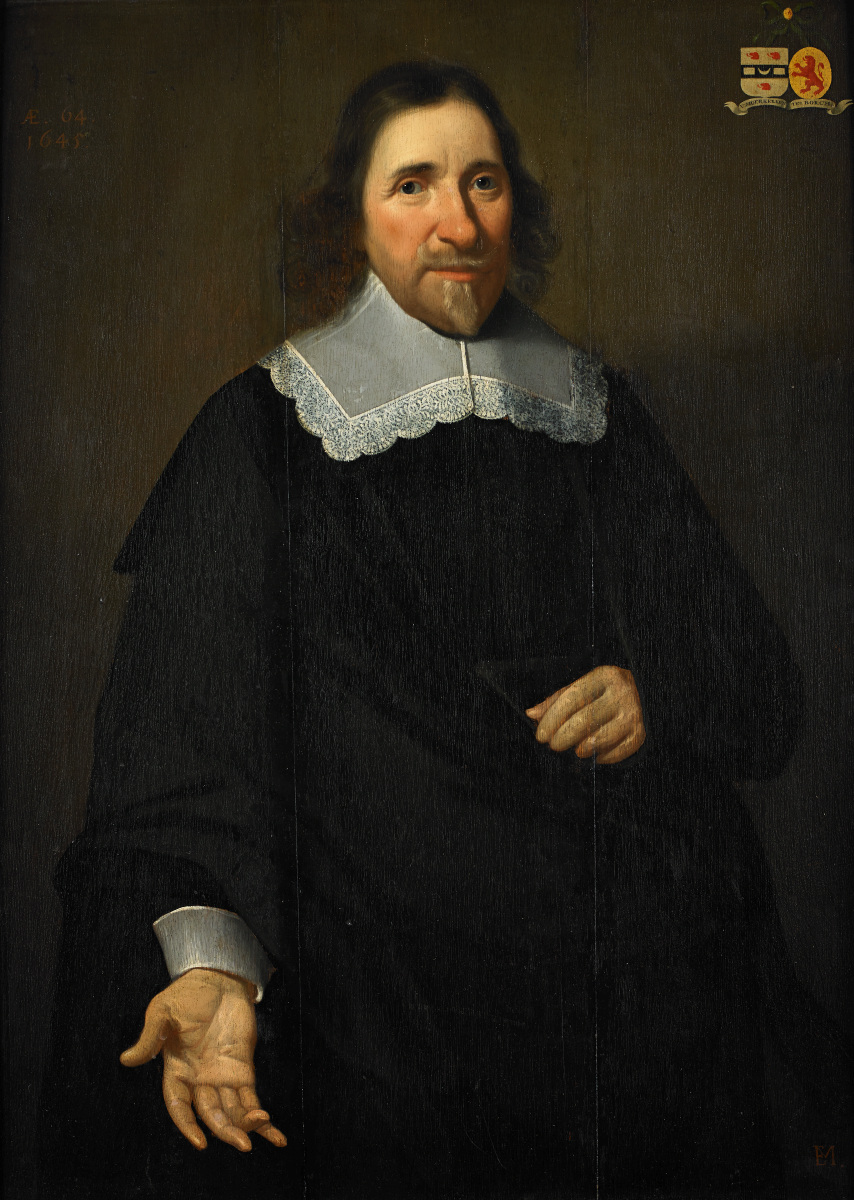
Justinus van Moerkerken (voorheen toegeschreven aan Eva van Marle)

Eduard Moermans (Antwerpen, gedoopt 14 maart 1610  – Zwolle, begraven 2 april 1659) was een Noord-Nederlandse kunstschilder van portretten, werkzaam in de eerste helft van de 17e eeuw.
Hij monogrammeerde zijn werk met EM of EVM.F. In de 19e eeuw ontstond het idee dat een schilderes genaamd Eva van Marle actief was in Zwolle in dezelfde periode. Recente studies wijzen erop dat deze figuur waarschijnlijk niet heeft bestaan. Werken die eerder aan Van Marle of aan de monogrammist EM werden toegeschreven, worden tegenwoordig in verband gebracht met Eduard Moermans, ook wel Evert Meertman genaamd.
Moermans was een zoon van Everaert Moermans en Elisabeth Moons. Rond 1623 was hij leerling van de schilder Andries Geuns. Tussen 1629 en 1630 werd hij vrijmeester in het Antwerpse Sint-Lucasgilde. In 1633 wordt hij vermeld als handelaar in oude kleren. In 1634 trouwde hij in Zalk met Antonetta (Toontje) Schimmelpenninck, dochter van een goudsmid. Na zijn huwelijk vestigde hij zich in Zwolle, waar hij in 1639 poorter werd. Evert Moerman werd lid van het Zwolse Sint Lucasgilde en kende voorspoed, mede dankzij zijn huwelijk. In 1642 kochten hij en zijn vrouw Toontje een graf in de Grote Kerk. In 1643 bezat Moerman bovendien de helft van circa vijftien hectare land aan de Nieuwe Wetering in de polder Mastenbroek. In 1653 werd hij in het vuurstedenregister genoemd als eigenaar van het huis van zijn overleden schoonvader aan de Diezerstraat. Hij bleef in Zwolle werkzaam tot zijn overlijden in 1659.
Moermans was leraar van de schilder Arent van den Bosch, en mogelijk van Hendrick ten Oever.